# Daisuke Sudo
Daisuke Sudo (født 25. april 1977) er en tidligere japansk fodboldspiller og træner.
Han har spillet for flere forskellige klubber i sin karriere, herunder Mito HollyHock og Ventforet Kofu.
Han har tidligere trænet Gainare Tottori.